# Tomaszów Lubelski
Tomaszów Lubelski (pronunciación en polaco: /tɔˈmaʂuf luˈbɛlskʲi/; en ucraniano: Томашів, Tomashiv) es una localidad de 19 365 habitantes (2017), situado en el sureste de Polonia, próximo al parque nacional de Roztocze y a la frontera con Ucrania. Desde 1999 pertenece al voivodato de Lublin, y anteriormente al voivodato de Zamość (1975-1998). Es la capital del condado de Tomaszów Lubelski.

## Historia

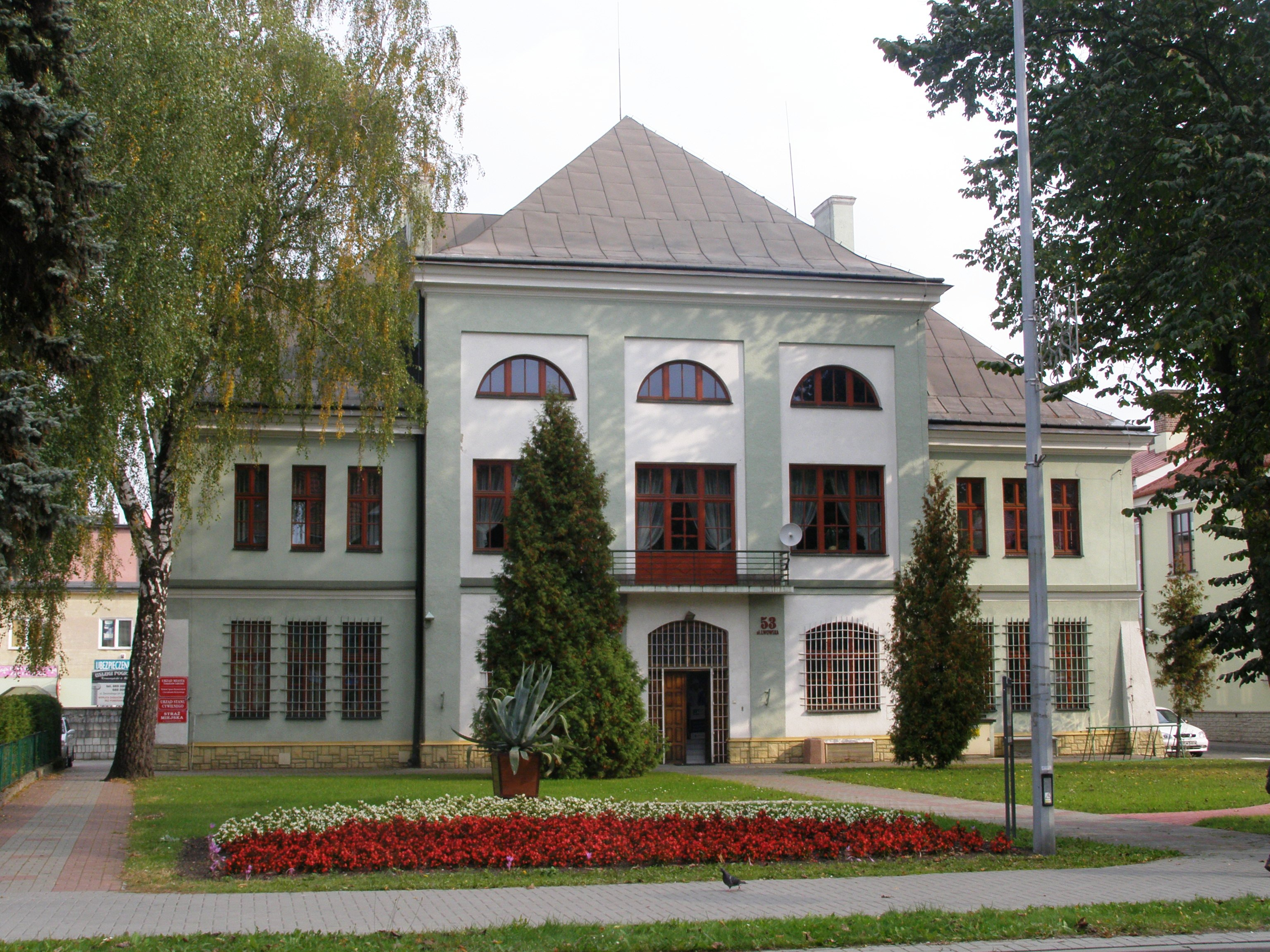
Sede histórica del sejmik del condado.

La localidad fue fundada por Jan Zamoyski a finales del siglo XVI con el nombre de Jelitowo. El nombre actual, vigente desde 1613, se debe a que fue renombrado en honor al hijo de Zamoyski, Tomasz. Obtuvo su privilegio de ciudad en 1621.
En 1915, durante la Primera Guerra Mundial, se produjo una batalla entre las tropas rusas y austriacas cerca de Tomaszów.
A lo largo de su historia, la localidad tuvo una población judía significativa, que en 1939, cuando estalló la Segunda Guerra Mundial, superaba las 5600 personas, o la mitad de su población total. En septiembre de ese mismo año, tuvo lugar la batalla de Tomaszów Lubelski, como parte de la invasión alemana de Polonia, en que la Alemania nazi acabó con las fuerzas polacas. En el transcurso del Holocausto, los alemanes primero reubicaron a los judíos en un gueto, y después los exterminaron en 1942 en el campo de exterminio de Bełżec, situado unos pocos kilómetros al sur de la localidad.

## Educación
En Tomaszów Lubelski se encuentra la facultad de Derecho y Ciencias Económicas de la Universidad Católica Juan Pablo II de Lublin. La localidad también cuenta con dos liceos de educación secundaria, tres escuelas técnicas y dos escuelas primarias.

## Cultura
Desde 2008, el ayuntamiento organiza reconstrucciones históricas de la batalla de Tomaszów.

## Deporte
Tomaszów es la sede del equipo de fútbol Tomasovia.

## Medios de comunicación
En Tomaszów Lubelski se publican los semanarios ReWizje Tomaszowskie, financiado por el ayuntamiento, y Tygodnik Tomaszowski, perteneciente a una empresa privada.

## Hermanamiento
Tomaszów Lubelski está hermanado con:
- Grigiškės (Lituania)
- Kivertsi (Ucrania)
- Zhovkva (Ucrania)

## Personas notables
- Mordechai Yosef Leiner (1801-1854), pensador hasídico
- Joanna Pacuła (n. 1957), actriz
- León Pinsker (1821–1891), activista sionista